# Pachygnatha zappa
Pachygnatha zappa là một loài nhện trong họ Tetragnathidae.
Loài này thuộc chi Pachygnatha. Pachygnatha zappa được miêu tả năm 1994 bởi Bosmans & Bosselaers.